# The Doors (àlbum)
The Doors és l’àlbum debut de la banda de rock americana del mateix nom, publicat al gener del 1967. Va ser produït per Paul A. Rotchild i es va enregistrar als estudis Sunset Sound Recorders a Hollywood, California.
Des de la seva publicació, l’àlbum ha estat considerat un dels millors àlbums debut de tots els temps. Ha aparegut a nombroses llistes de millors àlbums, com a la "Llista dels 500 millors discs de tots els temps", de la revista Rolling Stone, en la posició 42. La mateixa revista el va incloure a la seva llista de "The 40 Essential Albums of 1967". A l’any 2006 la revista Q el va posicionar al 75 a "Q Readers Best Albums Ever", Acclaimed Music el posiciona al 27 de la llista de millors àlbums de tots els temps. Ultimate Classic Rock el va col·locar a la posició 4 de la seva llista "Top 25 Psychedelic Rock Albums" i NME a la posició 226 de "The 500 Greatest Albums Of All Time". També forma part de la compilació dels considerats "1001 àlbums que has d’escoltar abans de morir" (1001 Albums You Must Hear Before You Die).
A més, ha rebut tot tipus de reconeixements, com ser inclòs al National Recording Registry per la Biblioteca del Congrés dels Estats Units (2014) o ser acceptat al Grammy Hall of Fame (2002), a l’igual que un dels seus senzills, «Light My Fire» (1998).

## Publicació
The Doors va ser llançat el 4 de gener de 1967 sota el segell de Elektra Records. El seu president, Jac Holzman, inicialment tenia intenció de fer-ho al novembre de 1966, però després d’una negociació amb els membres de la banda van decidir posposar-ho a l’inici del següent any, ja que van estimar que seria més apropiat per les vendes de l’àlbum.
La contraportada, amb una fotografia del grup, va anar a càrrec de Joel Brodsky, que va ser nominat a Millor Portada d’Àlbum – Fotografia als Premis Grammy del ’67.
Tant l’àlbum com el senzill «Light my fire» van obtenir molt d’èxit obtenint la certificació de disc d’or aquell mateix any i arribant dalt de la llistes de Billboard, la cançó al número 1 de Hot 100 a finals de juliol (mantenint-se 23 setmanes a la llista) i el disc al número 2 de Billboard 200 al setembre d’aquell any, només per darrere del Sgt. Pepper’s Lonely Hearts Club Band de The Beatles (sent present un total de 122 setmanes).
Al 2007 The Doors va ser certificat quàdruple disc de platí per les seves més de 4 milions d’unitats venudes, i «Light my fire» disc de platí al 2018.

## Llista de cançons
Totes les cançons foren escrites i compostes per The Doors, excepte on s'indiqui. 
| 1. | «Break On Through (To the Other Side)» |                            | 2:25 |
| 2. | «Soul Kitchen»                         |                            | 3:30 |
| 3. | «The Crystal Ship»                     |                            | 2:30 |
| 4. | «Twentieth Century Fox»                |                            | 2:30 |
| 5. | «Alabama Song (Whisky Bar)»            | Bertolt Brecht, Kurt Weill | 3:15 |
| 6. | «Light My Fire»                        |                            | 6:50 |

| 1. | «Back Door Man»       | Willie Dixon, Chester Burnett | 3:30  |
| 2. | «I Looked at You»     |                               | 2:18  |
| 3. | «End of the Night»    |                               | 2:49  |
| 4. | «Take It as It Comes» |                               | 2:13  |
| 5. | «The End»             |                               | 11:35 |

## Personal
Informació provinent de l'edició original d'Elektra de 1967.
The Doors
- Jim Morrisson – veu
- Ray Manzarek – orgue, piano, baix
- Robby Krieger – guitarra
- John Densmore – bateria

### Producció
- Producció – Paul A. Rothchild
- Supervisió de Producció – Jac Holzman
- Enginyeria – Bruce Botnick
- Direcció artística / Disseny – William S.Harvey
- Fotografia – Guy Webster (portada), Joel Brodsky (contraportada)

## Llistes
Àlbum
| Any  | Llista        | Posició | Setmanes llista |
| ---- | ------------- | ------- | --------------- |
| 1967 | Billboard 200 | 2       | 122             |

Senzill
| Any  | Senzill (Cara A / Cara B)            | Llista            | Posició | Setmanes llista |
| ---- | ------------------------------------ | ----------------- | ------- | --------------- |
| 1967 | «Light My Fire» / «The Crystal Ship» | Billboard Hot 100 | 1       | 23              |

### Certificacions
| País                                              | Certificació | Unitats venudes |
| ------------------------------------------------- | ------------ | --------------- |
| Estats Units (RIAA)                               | 4 x Platí    | 4.000.000^      |
| Regne Unit (BPI)                                  | 2 x Platí    | 600.000^        |
| Canadà (Music Canada)                             | 4 x Platí    | 400.000^        |
| Alemanya (BVMI)                                   | Platí        | 500.000^        |
| Suècia (GLF)                                      | Or           | 50.000^         |
| ^ Indica vendes basades només en la certificació. |              |                 |